# 莫拉蒂诺斯
莫拉蒂诺斯，是西班牙卡斯蒂利亚-莱昂帕伦西亚省的市镇。 总面积29平方公里，总人口79人（2001年），人口密度3人/平方公里。